# マウロ・アランバリ
マウロ・ウィンレイ・アランバリ・ロサ（Mauro Wilney Arambarri Rosa  ,  1995年9月30日 - ）は、ウルグアイ・サルト県サルト出身のプロサッカー選手。スペイン・プリメーラ・ディビシオンのヘタフェCFに所属している。ポジションはMF。

## 来歴
2011年にデフェンソール・スポルティングに入団。2013年9月のプリメーラ・ディビシオンのCAフェニックス戦でプロデビュー。2015年3月のCAセロ戦で、プロ初ゴールを記録した。
2016年1月31日、フランス・リーグ・アンのFCジロンダン・ボルドーと1年半の契約を締結。2月3日のオリンピック・リヨン戦で、加入後初出場するも、全9試合の出場で終了。
2017年8月7日、母国のボストン・リーベルと契約した後、スペイン・プリメーラ・ディビシオンに復帰したヘタフェCFへのローン移籍が決定。2017-18シーズンは27試合に出場し、リーグ9位躍進に貢献。2018年6月に完全移籍が決定し、5年契約を締結した。

## ウルグアイ代表
2015年に、自国開催のFIFA U-20ワールドカップ出場権を賭けた南米ユース選手権に、U-20ウルグアイ代表として出場し、3位入賞を果たし、本大会出場に貢献した。
2020年10月に開幕した2022 FIFAワールドカップ・南米予選にフル代表初招集。予選初戦のチリ戦で、フル代表初出場した。